# Stefan Nowaczek
Stefan Nowaczek ps. Wilk (ur. 4 grudnia 1919 w Kielcach, zm. 29 sierpnia 1946 w Warszawie) – żołnierz AK i NSZ oraz NZW, komendant Okręgu Warszawa NZW.

## Okres przedwojenny
Był synem Stefana Nowaczka (1896–1940), kapitana KOP, więźnia Starobielska (1939–1940), zamordowanego w Charkowie i Jadwigi z domu Wydrychiewicz, bratem Janusza Nowaczka (1917–1985), żołnierza AK i pracownika Delegatury Rządu na Kraj. Uczęszczał do gimnazjum w Milanówku.

## Okres okupacji
Na początku okupacji niemieckiej przeniósł się do wsi Derlacz koło Chotomowa do gospodarstwa rolnego swojej matki. W 1942 r. został członkiem bliżej nieznanej konspiracyjnej organizacji syndykalistów. W tym czasie wspomagał też ukrywających się Żydów, dostarczając im pożywienie, ubranie i środki czystości. W 1943 r. zamieszkał w Warszawie, gdzie związał się z Armią Krajową. Latem tego roku ukończył podziemną podchorążówkę w stopniu plutonowego podchorążego. Pod koniec 1943 r. przeszedł do Narodowych Sił Zbrojnych. Brał udział w powstaniu warszawskim w szeregach batalionu AK „Ruczaj” walczącego na Starym Mieście, a następnie w Śródmieściu. Po kapitulacji przebywał w obozie dla ludności cywilnej w Pruszkowie, a stamtąd przeniósł się w okolice Częstochowy.

## Okres po wojnie
W lipcu 1945 r. powrócił do Warszawy, nawiązując kontakt z byłym kolegą z NSZ NN ps. Marcin, który podczas okupacji był sekretarzem komendanta obwodu NSZ i redaktorem pisma „Wielka Polska” oraz komendantem Obszaru I Warszawskiego NZW mjr. Mieczysławem Grygorcewiczem ps. Ostromir. Dzięki nim wstąpił do Narodowego Zjednoczenia Wojskowego, zostając wkrótce komendantem Okręgu Warszawa, podległego bezpośrednio KG NZW. Zajmował się wówczas werbunkiem nowych członków, szkoleniem ich, prowadzeniem wykładów o tematyce wojskowej i politycznej; udało mu się zorganizować na terenie miasta dwie sekcje. Planował dokonanie akcji mających na celu zdobycie środków finansowych, m.in. na kasę kolejki EKD, czy właściciela fabryki cukierków Adama Bałabana. Jednakże w wyniku działalności informatora UB do napaści nie doszło, a sam S. Nowaczek został 14 grudnia 1945 r. aresztowany. Osadzono go w areszcie śledczym na Pradze przy ul. Cyryla i Metodego, gdzie przeszedł brutalne śledztwo. 29 lipca 1946 został skazany przez Sąd Rejonowy w Warszawie pod przewodnictwem mjr. Marcela Kota (Abram Sterenzys), nr sprawy R.3129/46, na podstawie art. 1,4 § 1 Dekretu na karę śmierci. Stracono go 29 sierpnia tego roku w więzieniu karno-śledczym na Pradze przy ul. Ratuszowej. Pochowano go bezimiennie w zbiorowej mogile na cmentarzu Bródnowskim w Warszawie. Grób symboliczny znajduje się na Cmentarzu Wojskowym w Kwaterze „Na Łączce”. Szczątki Stefana Nowaczka odnalazł zespół IPN pod kierownictwem dr.hab. Krzysztofa Szwagrzyka w roku 2015 na Cmentarz Bródnowski w Warszawie – Kwatera 45N.